# Prvenstvo Splitskog nogometnog podsaveza 1922./23.
Sezona 1922/23.
Jesenjski dio prvenstva 1922/23. započeo je 1. listopada 1922,  a završio 3.12.1922. 
Proljetni dio prvenstva započeo je 25.03.1923, a završio je 31.05.1923.
| Poredak | Klub   | Utakmica | Pobjeda | Neodlučeno | Poraza | Postigli golova | Primili golova | Gol-razlika | Bodova |
| ------- | ------ | -------- | ------- | ---------- | ------ | --------------- | -------------- | ----------- | ------ |
| 1.      | Hajduk | 6        | 6       | 0          | 0      | 33              | 3              | +30         | 12     |
| 2.      | Split  | 6        | 2       | 2          | 2      | 8               | 13             | -5          | 6      |
| 3.      | Borac  | 6        | 2       | 1          | 3      | 11              | 20             | -9          | 5      |
| 4.      | Uskok  | 6        | 0       | 1          | 5      | 2               | 19             | -17         | 1      |

| Prvenstva Splitskog nogometnog podsaveza | Prvenstva Splitskog nogometnog podsaveza |
| --- | ---------------------------------------- |
| |                                          |
| 1920. • 1920./21. • 1921. • 1921./22. • 1922./23. • 1924. • 1924./25. • 1925. • 1926. • 1927. • 1928. • 1929. • 1930. • 1931. • 1932. • 1933. • 1935. • 1936. • 1937. • 1937./38. • 1938./39. • 1939./40. • 1940./41. • |                                          |

| Prvenstva Splitskog nogometnog podsaveza | Prvenstva Splitskog nogometnog podsaveza |
| --- | ---------------------------------------- |
| |                                          |
| 1920. • 1920./21. • 1921. • 1921./22. • 1922./23. • 1924. • 1924./25. • 1925. • 1926. • 1927. • 1928. • 1929. • 1930. • 1931. • 1932. • 1933. • 1935. • 1936. • 1937. • 1937./38. • 1938./39. • 1939./40. • 1940./41. • |                                          |